# Lois de mai (Empire allemand)

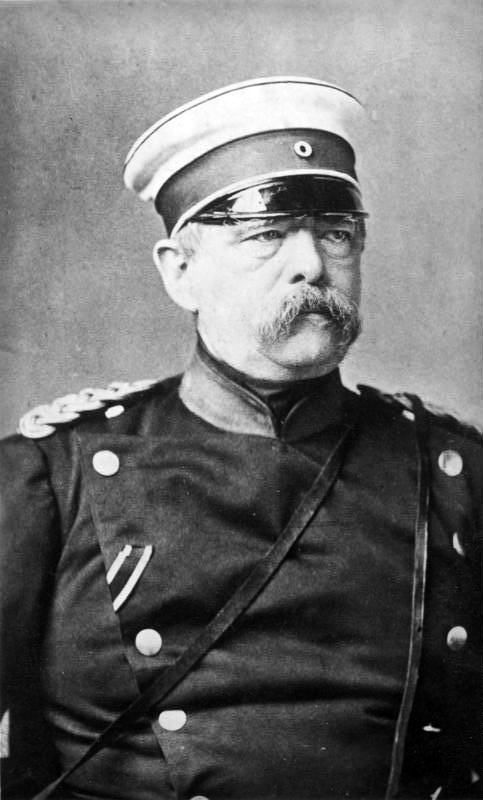
Otto von Bismarck, chancelier impérial et ministre-président de Prusse est le grand artisan du Kulturkampf

Les lois de mai (Maigesetze en allemand) sont 3 lois de l'Empire allemand et du Royaume de Prusse dirigées contre l'Église catholique dans le cadre de la politique dite du Kulturkampf votées en mai 1873, 1874 et 1875, d'où leur nom.

## Contexte
Les lois de mai sont votées au milieu de la période du Kulturkampf, débuté en 1871, la politique de lutte contre le catholicisme mise en place par le chancelier impérial allemand Otto von Bismarck. Elles suivent les lois dite du :
paragraphe de la chaire, loi sur l’inspection des écoles et la loi (anti) jésuite. L'objectif du chancelier est de lutter contre les ultramontains qui place l'autorité du Pape au-dessus celle du nouvel État fédéral allemand, et contre le parti politique du Zentrum qui représente les intérêts des catholiques. L'alliance de ce parti politique avec les partis particularistes, c'est-à-dire contre l'assimilation des différentes régions de l'Allemagne dans un tout centralisé, en fait selon le chancelier un « ennemi de l'Empire ».

## Loi de mai 1873
La loi du 11 mai 1873 concerne la formation et l'embauche des ecclésiastes. Elle exige de ces derniers d'avoir une reçu une formation scolaire, un certain niveau d'étude universitaire et surtout leur impose de passer un examen de « culture d'État ». Le haut président d'une province doit également être informé de la nomination d'un nouveau prêtre et a le droit de la rejeter s'il dispose de preuves que le prêtre en question agit contre les lois ou les décrets étatiques ou trouble l'ordre public.
Par ailleurs, les propriétés de l'Église doivent être dirigées par un représentant des communes. Les petits séminaires sont supprimés.
La loi du 12 mai de la même année crée un tribunal royal pour les affaires de l'Église à Berlin, qui doit servir à trancher les questions disciplinaires liées aux ecclésiastes. Les évêques récalcitrants peuvent alors être démis de leur fonction par ce tribunal.

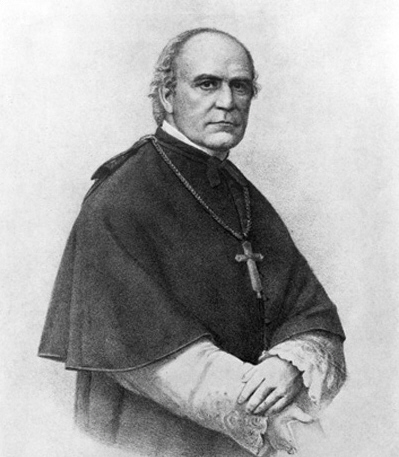
L'évêque de Mayence Wilhelm Emmanuel von Ketteler

En octobre 1873, l'évêque de Mayence Wilhelm Emmanuel von Ketteler fait un prêche à Kevelaer devant plus de 25 000 personnes dans lequel il dénonce ces lois. Le paragraphe de la chaire interdisant aux ecclésiastes de parler de politique, il est arrêté juste après son sermon et condamné à la peine maximale prévue qui est de 2 ans de prison. Cela déclenche une vague de protestation chez les catholiques.

## Loi de mai 1874
La loi du 4 mai 1874 touche les ecclésiastiques interdits de prêche. Ils peuvent désormais se voir limiter leur liberté de déplacement et ce jusqu'à l'exil forcé, d'où l'autre nom de cette mesure : « loi d'expatriation ».

## Loi de mai 1875
La loi prussienne du 31 mai 1875, dite « loi des cloîtres », interdit tous les ordres religieux sur le territoire prussien à l'exception de ceux exclusivement hospitaliers, qui peuvent être interdits sur simple décret royal à tout moment. Leurs biens, écoles et couvents sont confisqués. Leurs établissements doivent fermer dans un délai de 6 mois. Les prêtres doivent désormais être élus. La loi paraît au journal officiel le 3 juin. Cette loi est abrogée le 29 avril 1887, seul l'ordre jésuite reste interdit par la loi jésuite.

## Conséquences
Les lois de mai sont suivies d'autres lois répressives contre les catholiques. En 1875 la « loi de la corbeille de pain » coupe les subventions étatiques à l'Église si les ecclésiastes ne se soumettent pas totalement à la volonté de l'État.
La mort du Pape Pie IX et l'élection de Léon XIII permet d'apaiser la situation, alors que Bismarck se trouve confronté à l'échec de sa politique, le milieu catholique allemand s'étant soudé lors du Kulturkampf et le score du Zentrum n'ayant pas reculé lors des élections. Les « lois de paix » de 1886 et 1887 mettent un terme définitif au conflit côté allemand.

## Citations
1. ↑  « Kanzelparagraph »
2. ↑  « Schulaufsichtsgesetz »
3. ↑  « Jesuitengesetz »
4. ↑  « Reichsfeinde »
5. ↑  « Expatriierungsgesetz »
6. ↑  « Klostergesetz »
7. ↑  « Brotkorbgesetz »
8. ↑  « Friedensgesetze »